# Nagosa
Nagosa ist eine ehemalige Gemeinde (Freguesia) im portugiesischen Kreis Moimenta da Beira. In ihr leben 111 Einwohner (Stand 30. Juni 2011).
Im Zuge der administrativen Neuordnung zum 29. September 2013 wurde Nagosa mit Paradinha zur neuen Gemeinde União das Freguesias de Paradinha e Nagosa zusammengefasst. Hauptsitz der neuen Gemeinde ist Paradinha.